# Scottish First Division 1998/99
Die Scottish Football League First Division wurde 1998/99 zum 24. Mal als nur noch zweithöchste schottische Liga unter diesem Namen ausgetragen. In der zweithöchsten Fußball-Spielklasse der Herren in Schottland traten in der Saison 1998/99 10 Klubs in insgesamt 36 Spieltagen gegeneinander an. Jedes Team spielte jeweils viermal gegen jedes andere Team. Bei Punktgleichheit zählte die Tordifferenz.
Die Meisterschaft gewann Hibernian Edinburgh, der sich damit gleichzeitig die Teilnahme an der Premier-League-Saison 1999/2000 sicherte. Absteigen in die Second Division mussten Hamilton Academical und der FC Stranraer. Torschützenkönig mit 18 Treffern wurde Glynn Hurst von Ayr United.

## Statistiken

### Abschlusstabelle
| Pl. | Verein                  | Sp. | S  | U  | N  | Tore    | Diff. | Punkte |
| --- | ----------------------- | --- | -- | -- | -- | ------- | ----- | ------ |
| 1.  | Hibernian Edinburgh (A) | 36  | 28 | 5  | 3  | 084:330 | +51   | 89     |
| 2.  | FC Falkirk              | 36  | 20 | 6  | 10 | 060:380 | +22   | 66     |
| 3.  | Ayr United              | 36  | 19 | 5  | 12 | 066:420 | +24   | 62     |
| 4.  | Airdrieonians FC        | 36  | 18 | 5  | 13 | 042:430 | −1    | 59     |
| 5.  | FC St. Mirren           | 36  | 14 | 10 | 12 | 042:430 | −1    | 52     |
| 6.  | Greenock Morton         | 36  | 14 | 7  | 15 | 045:410 | +4    | 49     |
| 7.  | FC Clydebank (N)        | 36  | 11 | 13 | 12 | 036:380 | −2    | 46     |
| 8.  | Raith Rovers            | 36  | 8  | 11 | 17 | 037:570 | −20   | 35     |
| 9.  | Hamilton Academical     | 36  | 6  | 10 | 20 | 030:620 | −32   | 28     |
| 10. | FC Stranraer (N)        | 36  | 5  | 2  | 29 | 029:740 | −45   | 17     |

Platzierungskriterien: 1. Punkte – 2. Tordifferenz – 3. geschossene Tore – 4. Direkter Vergleich (Punkte, Tordifferenz, geschossene Tore)
| Saison 1998/99 |

| Zum Saisonende 1997/98 |                                       |
| (A)                    | Absteiger aus der Premier Division    |
| (N)                    | Neuaufsteiger aus der Second Division |